# Cançó de gel i foc
Cançó de gel i foc (traduït de l'anglès: A Song of Ice and Fire), és una sèrie de novel·les de l'escriptor i guionista nord-americà George R. R. Martin (algunes encara no publicades) del gènere de fantasia èpica i que ha assolit un gran èxit de crítica i públic.
Martin va començar a escriure la sèrie el 1991 i el primer volum, Joc de trons (anglès: A Game of Thrones), va ser publicat el 1996. Originalment, havia de ser una trilogia, però ara la sèrie consisteix en cinc volums publicats i dos més de projectats. El cinquè i últim llibre publicat, Dansa amb dracs, va ser publicat el 2011. Actualment, Martin continua el proécs de redacció de la sisena novel·la, titulada The Winds of Winter, i també té planejada una setena novel·la per completar la sèrie: A Dream of Spring.
La història té lloc en un món fictici, principalment en un continent anomenat Ponent, al·legoria d'Occident dividida en set regnes diferents i en un altre continent anomenat Essos, tots dos amb una història de milers d'anys. Les cases nobles s'enfronten en guerres i traïcions per aconseguir dominar els seus enemics, en una història ambientada en una època similar a l'edat mitjana. Malgrat que la història principal té lloc en aquest continent (Ponent), també es narren els successos que esdevenen més enllà del mar, a l'altra part del món (Essos). La major part dels protagonistes són humans, però mentre la sèrie avança s'hi van introduint noves criatures, com els Altres (una espècie de no-morts) al Nord i els dracs a l'Est, quan es pensava que ambdues races estaven extingides. Hi ha tres punts argumentals principals en la sèrie: la crònica d'una guerra civil dinàstica entre les diferents famílies pel control de Ponent; l'amenaça creixent dels Altres mentre comencen a reunir-se més enllà del gran mur de gel que forma la frontera nord de Ponent; i el viatge de Daenerys Targaryen, la filla exiliada del rei que va ser assassinat en una altra guerra civil fa quinze anys (Guerra de l'Usurpador) i ara intenta tornar a Ponent per reclamar el seu dret al tron. Aquestes tres històries es van barrejant i depenen les unes de les altres.
S'aprecia la influència d'universos com el de J. R. R. Tolkien, si bé en aquests llibres hi ha més versemblança històrica (molts dels esdeveniments s'inspiren en l'anomenada guerra de les Dues Roses d'Anglaterra) i menys màgia. També ha estat elogiat pel seu realisme, ja que deixa a la màgia en un paper secundari i dona més importància a les batalles i intrigues polítiques. Amb la inspiració en esdeveniments històrics, Martín deliberadament desafia les convencions del gènere de la fantasia i fa aparèixer sovint violència, sexualitat i ambigüitat moral. Els personatges principals són eliminats, fet que implica que els lectors són lliures de decidir quins personatges són bons o dolents. Cançó de Gel i Foc també va rebre comentaris crítics pel seu retrat de la dona i la religió.
La història està narrada amb un punt de vista molt peculiar: un narrador en tercera persona limitat, que adopta la perspectiva de cada personatge segons el capítol. Això fa que la narració guanyi en realisme i fugi del maniqueisme, no hi ha antagonistes clars. Els salts temporals també es resolen amb el canvi de perspectiva. Fins al quart volum, hi ha hagut 25 personatges amb capítol propi, encara que vuit d'ells només n'han tingut un.
Originalment va ser publicada sense gaire publicitat, han estat venudes més de 15 milions de còpies a tot el món i han estat traduïts a més de 20 idiomes. Els volums quart i cinquè, que Martin va tardar cinc anys a escriure, van arribar al cim de les llistes de best sellers del New York Times. Entre els molts treballs derivats hi ha tres preqüeles curtes, la sèrie de televisió d'HBO Game of Thrones, una adaptació en còmic, i jocs de cartes, de rol i videojocs.

## Novel·les i novel·les curtes
- Joc de Trons (A Game of Thrones, 1996)
- Xoc de reis (A Clash of Kings, 1998)
- Tempesta d'espases (A Storm of Swords, 2000)
- Festí de corbs (A Feast for Crows, 2005)
- Dansa amb dracs (A Dance with Dragons, 2012)
- The Winds of Winter (Els vents de l'hivern, properament)
- A Dream of Spring (Somni de primavera, abans conegut com "A Time for Wolves", "Temps de llops", properament)

També hi ha tres novel·les curtes amb extractes de capítols de les novel·les:
- Blood of the Dragon (La sang del drac) és una novel·la curta amb els capítols de Daenerys Targaryen de Joc de Trons. Va guanyar el Premi Hugo a la millor novel·la curta de 1997.
- Path of the Dragon (El camí del drac), amb els capítols també de Daenerys Targaryen, aquesta vegada de Tempesta d'espases
- Arms of the Kraken (Els braços del kraken) és una novel·la curta basada en els capítols de les Illes del Ferro de Dansa de dracs.

També hi ha tres novel·les curtes a banda, basades en el mateix món, conegudes com a Tales of Dunk and Egg, pels noms dels protagonistes. Els esdeveniments tenen lloc uns noranta anys abans de les novel·les i no tenen connexió directa amb l'argument de Cançó de gel i foc.
- The Hedge Night (1998)
- The Sworn Sword (2003)
- The Mystery Knight (2010)

## Traducció al català
El primer llibre (A Game of Thrones) fou dividit en dos volums i Margarida Calpena i Ollé en traduí el primer, publicat per l'editorial Devir a Barcelona l'any 2006.
El 2011 l'editorial Alfaguara començà la publicació en català de la sèrie completa, així al novembre publicà Joc de trons amb traducció d'Anna Llisterri, Esther Roig i Mercè Santaulària. Al desembre del mateix any es publica Xoc de reis amb traducció d'Esther Roig, Anna Llisterri i Inma Estany. El març de 2012 es publicà Tempesta d'espases amb traducció d'Anna Llisterri, Esther Roig i Inma Estany. El 16 de maig de 2012 es van publicar tant Festí de corbs amb traducció d'Anna Llisterri, Esther Roig i Inma Estany. com Dansa amb dracs amb traducció de Mar Albacar.

## Temàtica de les novel·les
La sèrie és coneguda per tenir personatges complexos, canvis de trama violents i sobtats, i intrigues polítiques ben desenvolupades. En un gènere on la màgia normalment té un paper central en l'argument, Cançó de gel i foc es caracteritza per un ús limitat i subtil, fent-la servir de manera ambigua i sovint, fosca.
A més a més, les novel·les no giren al voltant de la lluita entre el Bé i el Mal, sinó que els arcs argumentals es basen sobretot en lluites polítiques i guerres civils, només hi ha un o dos arcs que suggereixen la possibilitat d'una amenaça externa.
La forma realista que té l'autor de plantejar els seus personatges fa que siguin força difícil de classificar: no es poden etiquetar fàcilment com a bons o dolents, i d'altra banda l'autor s'ha guanyat la fama de no tenir por de matar qualsevol personatge, principal o secundari, fet que dona més realisme a l'obra.

## Resum de la història

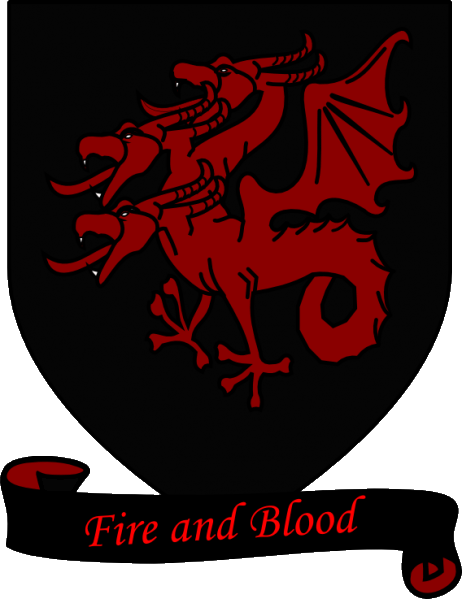
Escut d'armes de la Casa Targaryen. El seu lema és: "Foc i sang".

La sèrie de Cançó de gel i foc transcorre principalment en els Set Regnes de Ponent, un continent de la mida, si fa no fa, d'Amèrica del Sud, amb una història de més de 12.000 anys en l'antiguitat. La història narra com set regnes van acabar dominant tot aquest continent, i després com aquestes nacions foren unificades per Aegon el Conqueridor, de la Casa Targaryen, que va arribar des del continent veí. Dos-cents vuitanta-tres anys després de la conquesta d'Aegon, els Targaryen foren derrotats per en Robert Baratheon en una guerra civil coneguda com la Guerra de l'Usurpador.

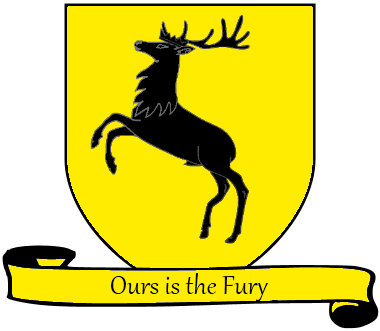
Escut d'armes de la Casa Baratheon. El seu lema és: "Nostra és la fúria".

En Robert Baratheon accedí al Tron de Ferro després de vèncer en combat individual el príncep Rhaegar de la Casa Targaryen en la Batalla del Trident i gràcies al suport del seu amic lord Eddard Stark, del seu pare adoptiu, lord Jon Arryn i de la traïció al rei Targaryen executada pel jove Jaime Lannister, membre de la Guàrdia Reial i futur cunyat d'en Robert, que es casa amb la germana bessona d'en Jaime Lannister, na Cersei Lannister. Les novel·les, que comencen quinze anys després, segueixen les conseqüències d'aquest esdeveniment a través de tres arcs argumentals principals que transcorren no només a Ponent, sinó també al continent oriental.

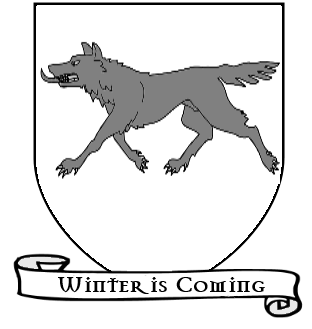
Escut d'armes de la Casa Stark. El seu lema és: "S'acosta l'hivern".

El primer arc argumental transcorre als Set Regnes i narra la lluita de diversos bàndols per aconseguir el Tron de Ferro després de la mort del rei Robert. El primer a reclamar el tron és el seu fill adolescent Joffrey Baratheon, amb el suport de la poderosa família de la seva mare, els Lannister. Tanmateix, l'Stannis Baratheon, un dels germans d'en Robert, acusa els fills d'en Robert de ser bastards, fills de la relació d'incest entre la reina, na Cersei Lannister, amb el seu germà bessó, en Jaime Lannister, i per això reclama el tron. El seu germà petit, en Renly Baratheon, també reclama el tron amb el suport de la família de la seva dona Margaery Tyrell, de la Casa Tyrell. Mentrestant, en Robb Stark, l'hereu de lord Eddard Stark, és proclamat Rei al Nord, ja que els habitants d'aquesta regió volen tornar a ser independents del Tron de Ferro. Quelcom semblant passa amb en Balon Greyjoy, que també reclama el tron i la independència de la seva regió, les Illes de Ferro. La Guerra dels Cinc Reis és el principal arc argumental, de la segona i tercera novel·la.

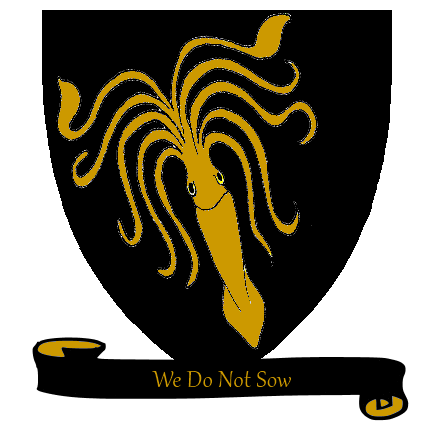
Escut d'armes de la Casa Greyjoy. El seu lema és: "Nosaltres no sembrem".

El segon arc argumental transcorre al nord de Ponent. Allà, fa 8.000 anys, s'hi construí un altíssim mur de gel per defensar Ponent de l'amenaça dels Altres, una raça d'éssers malignes que són capaços de crear morts amb vida i estan a l'aguait durant les fredes nits més Enllà del Mur. El Mur s'estén al llarg de gairebé 500 km i té una alçada de més de 200 m. Està defensat pels germans juramentats de la Guàrdia de la Nit, que ha perdut efectius durant els anys en què transcorren les novel·les i viu sota l'amenaça dels 'salvatges' (que s'anomenen a si mateixos 'el poble lliure') i que viuen més Enllà del Mur. Els que s'allisten voluntàriament són lliures d'abandonar en qualsevol moment de la seva formació militar al Mur, però cap home pot marxar després que hagi dit vots, ja que els desertors són condemnats a mort. Els nobles del Nord tradicionalment han considerat un honor servir al Mur; molts fills menors de famílies del nord, que no tenen dret a heretar terres, prenen voluntàriament els vots. La majoria de nobles meridionals que serveixen, és perquè van ser enviats, ja que van lluitar al costat perdedor d'una guerra o van caure víctimes de conspiracions polítiques. Tot i que hi ha nobles, la majoria dels germans són criminals; ja que ser enviat al Mur és un càstig estàndard en lloc de l'execució per crims en tot Ponent. Aquest arc segueix principalment la vida d'en Jon Neu, fill bastard de lord Eddard Stark, mentre puja en la jerarquia de la Guàrdia de la Nit i comprèn la vertadera natura de l'amenaça de més Enllà del Mur. Al final de la tercera novel·la aquest arc s'ha anat entrellaçant més i més amb la guerra civil al sud de Ponent.

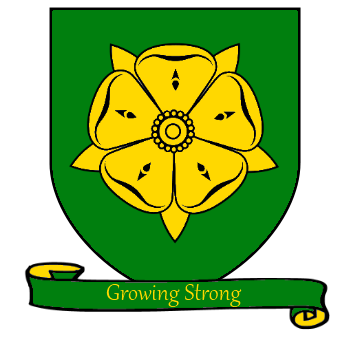
Escut d'armes de la Casa Tyrell. El seu lema és: "Creixem amb força".

El tercer arc argumental transcorre al continent oriental i segueix la princesa exiliada Daenerys Targaryen, l'última descendent de la Casa Targaryen, que reclama també el Tron de Ferro. La història de na Daenerys segueix el seu ascens al poder, des dels seus començaments com a fugitiva rodamon i turmentada pel seu germà Viserys Targaryen, fins a esdevenir una reina poderosa i astuta que a més a més té els últims dracs vius. Tot i que la seva història està allunyada de la resta per milers de kilòmetres, el seu objectiu és reconquerir el Tron de Ferro. No és gaire coneguda a Ponent, però el caos provocat per les dues guerres civils ha fet que el poble pla anheli l'estabilitat que proporcionaren els Targaryen, almenys els primers de la dinastia.

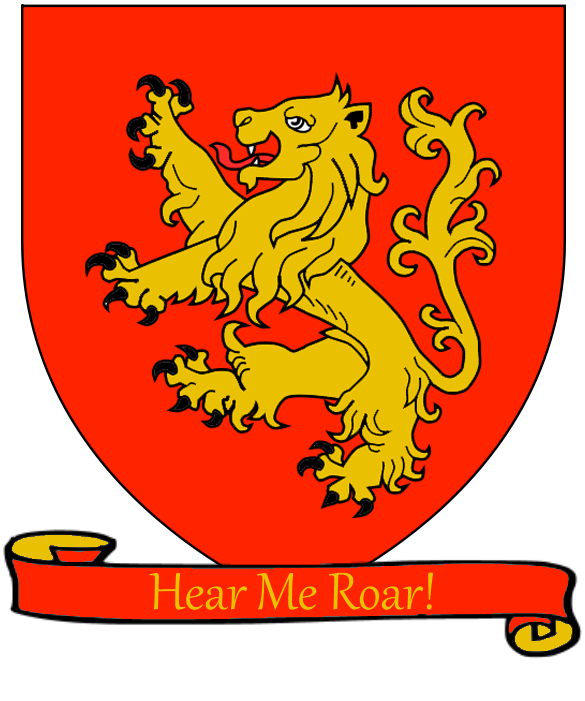
Escut d'armes de la Casa Lannister. El seu lema és: "Sentiu-me rugir".

Cançó de gel i foc s'ha mencionat únicament dues vegades en tota la sèrie. La primera és en una visió que té na Daenerys a Xoc de reis: "Ell és el príncep promès, i seva és la cançó de foc i gel", paraules pronunciades per un Targaryen (probablement el germà gran de na Daenerys, Rhaegar Targaryen, sobre el seu fill Aegon). Se'n dedueix que hi ha una connexió entre la cançó, la promesa i la mateixa Daenerys. Això s'entreveu amb més claredat a Festí de corbs quan n'Aemon Targaryen identifica na Daenerys com el "príncep que fou promès", tot i que no queda clar si la profecia del príncep que fou promès és la mateixa que la de la 'cançó de gel i de foc'. L'altra ocasió on es menciona aquesta cançó és en el jurament de lleialtat dels germans Reed a en Brandon Stark a Xoc de reis.

## Personatges
Casa Baratheon
- Robert Baratheon, cap de la casa Baratheon. Rei dels Set Regnes de Ponent. És interpretat a la sèrie de televisió per Mark Addy. És el rei dels Set Regnes entre els anys 283 i 298 AL, regnant després de derrocar la Casa Targaryen.
- Joffrey Baratheon, hereu dels Set Regnes de Ponent. Fill bastard de Cersei i Jaime Lannister. És interpretat a la sèrie de televisió per Jack Gleeson.
- Stannis Baratheon, pretendent al tron després de la mort del seu germà Robert. És interpretat a la sèrie de televisió per Stephen Dillane.
- Renly Baratheon, germà petit de Robert i Stannis Baratheon. Pretendent al tron després de la mort del seu germà Robert. És interpretat a la sèrie de televisió per Gethin Anthony.

Casa Lannister
- Tywin Lannister, cap de la casa Lannister. És interpretat a la sèrie de televisió per Charles Dance.
- Jaime Lannister, germà de Cersei y Tyrion Lannister, fill de Tywin. És interpretat a la sèrie de televisió per Nikolaj Coster-Waldau.
- Cersei Lannister, esposa de Robert Baratheon i mare de Joffrey Baratheon. És interpretada a la sèrie de televisió per Lena Headey.
- Tyrion Lannister, germà de Cersei i Jamie Lannister, fill de Tywin. És interpretat a la sèrie de televisió per Peter Dinklage.

Casa Stark
- Eddard Stark, cap de la casa Stark. Marit de Catelyn i pare de Robb, Sansa, Arya, Brandon, Rickon i Jon Neu (fill bastard). És interpretat a la sèrie de televisió per Sean Bean.
- Catelyn Stark, dona de Ned Stark i mare de Robb, Sansa, Arya, Brandon i Rickon. És interpretada a la sèrie de televisió per Michelle Fairley.
- Robb Stark, el Rei al Nord, fill d'Eddard i Catelyn Stark. Cap de la casa Stark a la mort del seu pare. És interpretat a la sèrie de televisió per Richard Madden.
- Sansa Stark, filla d'Eddard i Catelyn Stark. Promesa de Joffrey Baratheon. És interpretada a la sèrie de televisió per Sophie Turner.

Casa Targaryen
- Daenerys Targaryen, darrera descendent de la casa Targaryen. Casada amb Khal Drogo. És interpretada a la sèrie de televisió per Emilia Clarke.

Altres
- Jon Arryn va ser el cap de la Casa Arryn i, per tant, Senyor del Niu d'Àligues, Defensor de la Vall i Guardià d'Orient durant el regnat d'Aerys II i de Robert Baratheon, del qual va ser Mà del Rei fins que va morir en estranyes circumstàncies. Del casament amb Lysa Tully -la seva tercera dona- en va néixer el seu únic i malaltís fill: Robert Arryn.[12]

## Història de la publicació

### Visió general
Aquestes dades en anglès són per a les edicions en rústica. Els llibres han estat traduïts a més de 20 idiomes inclòs en català.
| #  | Títol               | Pàgines                     | Capítols        | Àudio           | Sortida a la venda                   |
| -- | ------------------- | --------------------------- | --------------- | --------------- | ------------------------------------ |
| 1. | Joc de Trons        | 807 (704 tapa dura) · 840   | 73              | 33h 53m         | Agost 1996 · 16 de novembre de 2011  |
| 2. | Xoc de reis         | 969 (784 tapa dura) · 1000  | 70              | 37h 17m         | Febrer 1999 · 21 de desembre de 2011 |
| 3. | Tempesta d'espases  | 1128 (992 tapa dura) · 1152 | 82              | 47h 37m         | Novembre 2000 · 21 de març de 2012   |
| 4. | Festí de corbs      | 976 (784 tapa dura) · 840   | 46              | 31h 10m         | Novembre 2005 · 16 de maig de 2012   |
| 5. | Dansa amb dracs     | 1136 (959 tapa dura) · 1208 | 73              | 48h 56m         | Juliol 2011 · 16 de maig de 2012     |
| 6. | The Winds of Winter | ("Properament")             | ("Properament") | ("Properament") | ("Properament")                      |
| 7. | A Dream of Spring   | ("Properament")             | ("Properament") | ("Properament") | ("Properament")                      |

Tres novel·les curtes basades en els llibres van ser posades a la venda, en anglès, entre 1996 i 2003:
- Blood of the Dragon (juliol 1996), basat en els capítols de Daenerys a Joc de trons.
- Path of the Dragon (desembre 2000), basat en els capítols de Daenerys a Tempesta d'espases.
- Arms of the Kraken (març 2003), basat en els capítols de les Illes de Ferro.

### Primeres tres novel·les (1991-2000)

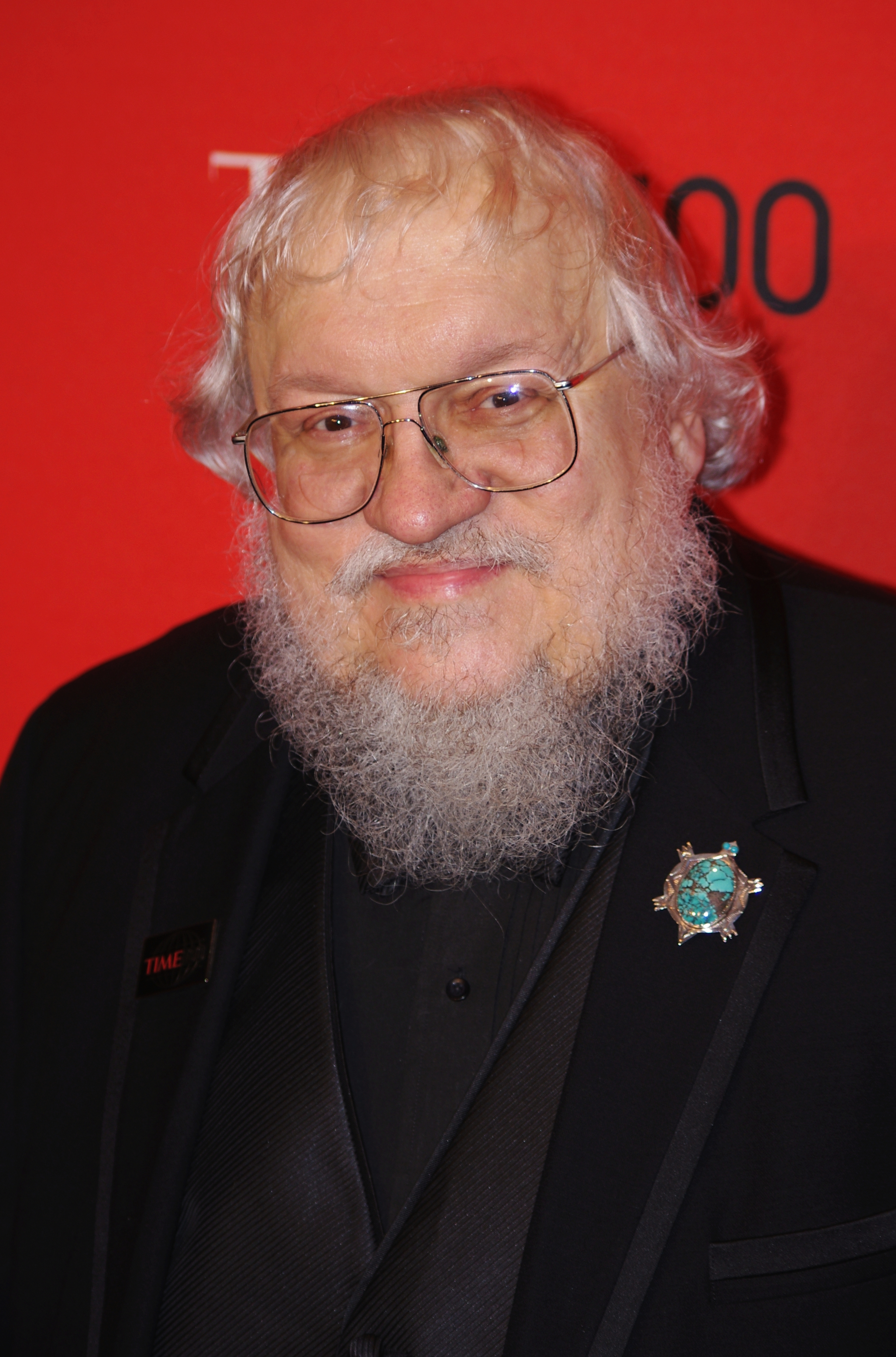
George R. R. Martin el 2011 a la gala Time 100.

George R. R. Martin ja era conegut com a autor de llibres de fantasia i ciència-ficció i com a guionista de televisió abans d'escriure Cançó de Gel i Foc. Martin va publicar la seva primera història curta a 1971 i la seva primera novel·la a 1977. A la dècada de 1990, va guanyar tres premis Hugo, dos Nebula i altres premis pels seus curtmetratges de ficció. Malgrat que els seus primers llibres van ser ben rebuts a la comunitat de ciència-ficció i fantasia, no va tenir gaire nombre de lectors i Martin va començar a treballar com a escriptor a Hollywood a mitjans de la dècada de 1980. Va treballar principalment en el renaixement de The Twilight Zone durant 1986 i a La Bella i la Bèstia fins a l'any 1990, i a més, també va desenvolupar els seus propis capítols pilots de televisió i va escriure guions de llargmetratges. Va créixer la seva frustració perquè els seus capítols pilots i els guions no es gravaven i perquè també estava cansat de les limitacions relacionades amb la producció de televisió com els pressupostos i la longitud de l'episodi, que sovint van obligar a retallar personatges i escenes de combat. Això va empènyer a Martín tornar cap a l'escriptura de llibres, el seu primer amor, on no s'havia de preocupar de posar en perill la mida de la seva imaginació. Admirava les obres de J. R. R. Tolkien en la seva infància, i volia escriure llibres de fantasia èpica sense tenir idees específiques.
Quan Martin va ser entre els projectes de Hollywood, l'estiu de 1991, va començar a escriure una novel·la de ciència-ficció anomenada Avalon. Després de tres capítols, tenia una idea vívida d'un nen que veia la decapitació d'un home i trobava un llop a la neu, el que més tard es convertiria en el pròleg de Joc de trons. Posant Avalon de banda, Martin va acabar aquest capítol en pocs dies i li va créixer la certesa que era part d'una història més llarga. Després d'uns quants capítols més, Martin va percebre el seu nou llibre com una història de fantasia i va començar a fer mapes i genealogies. No obstant això, l'escriptura d'aquest llibre es va veure interrompuda per uns pocs anys quan Martín va tornar a Hollywood per produir la sèrie Doorways per a la cadena americana ABC que l'havia demanat però que finalment mai va sortir a la televisió.
Resumint el treball de Joc de trons el 1994, Martin va fer les primeres 200 pàgines i les va projectar fent que cada història fos de dues-pàgines i les va entregar al seu agent com a part d'una trilogia planejada, amb les novel·les Dansa amb dracs i The Winds of Winter. Quan Martin encara no havia arribat al final de la novel·la amb 1.400 pàgines de manuscrits, va pensar que la sèrie havia de ser de quatre i, finalment, de sis llibres, que ell imaginava com a dues trilogies lligades per una llarga història. Martin, a qui li agradaven títols ambigus en ficció perquè enriqueixen l'escriptura, va optar per Cançó de gel i foc com a títol de la sèrie en general: Martin va veure la lluita entre els freds Altres i els dracs de foc, com un possible significat de "Gel i Foc", mentre que la paraula "Cançó" havia aparegut prèviament en títols dels llibres de Martin com A Song for Lya i Songs of the Dead Men Sing, derivada de les seves obsessions amb les cançons.
El manuscrit final de Joc de trons era de 1.088 pàgines de llarg (sense els apèndixs), es va publicar l'agost de 1996. L'autor de La Roda del Temps Robert Jordan havia escrit un suport curt per a la coberta que era influent per garantir el llibre i, per tant, l'èxit primerenc de la sèrie amb els lectors de fantasia. La data del començament de la publicitat prèvia al llançament, es va basar en una novel·la curta d'exemple anomenada Blood of the Dragon, que va guanyar el Premi Hugo de 1997 a la millor novel·la curta.
Les 300 pàgines tretes dels manuscrits de Joc de trons van ser l'obertura del segon llibre, titulat Xoc de Reis. Va ser posat a la venda el febrer de 1999 als Estats Units, amb una extensió màxima (sense apèndixs), de 1184 pàgines. Xoc de Reis va ser el primer llibre de la sèrie de Cançó de Gel i Foc que va entrar a les llistes dels llibres més llegits, fins a arribar a la 13a posició a la La llista dels llibres més llegits del New York Times el 1999. Després de l'èxit d'El Senyor dels Anells, Martin va rebre les seves primeres propostes per cedir els drets de la sèrie per part de diversos productors i directors de cinema.
Martin va tenir diversos mesos de retard en el tercer llibre, Tempesta d'espases. L'últim capítol que havia escrit era sobre el "Red Wedding", una escena que destaca per la seva violència en les dues terceres parts del llibre. Tempesta d'espases tenia 1521 pàgines en el manuscrit (sense annexos), causant problemes a moltes de les editorials de Martin de tot el món. Bantam Books va publicar Tempesta d'Espases en un sol volum als Estats Units el novembre de 2000, mentre que algunes altres edicions en anglès es divideix en dos, tres o fins i tot quatre volums. Tempesta d'espases va debutar en la 12a posició a la llista de bestsellers del New York Times.

### Tancant l'escletxa en la línia del temps (2000-2011)
Després de Joc de trons, Xoc de reis, i Tempesta d'espases, Martin originalment tenia la intenció d'escriure tres llibres més. El quart llibre, titulat tentativament Dansa amb dracs, va centrar-se en el retorn de Daenerys Targaryen a Ponent i els conflictes associats. Martin volia continuar aquesta història cinc anys després de Tempesta d'espases perquè els personatges més joves podrien créixer més i els dracs es podrien fer més grans. Va estar d'acord amb els seus editors des del principi que el nou llibre havia de ser més curt que Tempesta d'espases, Martin va començar a escriure la novel·la més a prop a la llargària de Xoc de Reis. Un llarg pròleg va ser per explicar el que havia succeït mentrestant, al principi, com un capítol de Aeron Capmoll a les Illes de Ferro. Atès que els esdeveniments a les Illes de Ferro i Dorne tindrien un impacte en el llibre i no es podien explicar amb el punt de vista dels actuals personatges, Martin finalment va presentar tres nous punts de vista.
El 2001 Martin encara era optimista que el quart lliurament podria ser llançat en l'últim trimestre del 2002. No obstant això, la bretxa de cinc anys no ha funcionat per a tots els personatges durant l'escriptura. D'una banda, Martin no estava satisfet amb cobrir els esdeveniments durant la bretxa exclusivament a través de flashbacks i retrospecció interna. D'altra banda, era inversemblant que no passés res durant cinc anys. Després de treballar en el llibre durant un any, Martin es va adonar que necessitava un llibre addicional provisional, al que va anomenar Festí de corbs. El llibre que recollia la història immediatament després del tercer llibre, i Martin va rebutjar la idea d'una bretxa de cinc anys. El material de l'escrit de 250 pàgines es va barrejar en el pròleg com a signes del nou punt de vista de Dorne i les Illes de Ferro. Aquestes històries ampliades i les interaccions complicades fan la història resultant de la novel·la de Martin.
L'extensió màxima de Festí de corbs finalment va superar Tempesta d'espases. Martin es va mostrar reticent a fer les retallades necessàries per aconseguir que la longitud del llibre el fes publicable, ja que hauria posat en perill la història que tenia al cap. Imprimir el llibre "MicroType" en paper ceba, "i donar a cada lector una lupa" tampoc era una opció per a ell. D'altra banda, Martín va rebutjar la idea dels editors de dividir la narració en ordre cronològic en dues parts. Sent ja tard amb el llibre, Martín ni tan sols havia començat a escriure històries de tots els personatges i també es va oposar a acabar amb el primer llibre sense cap mena de resolució dels seus personatges com en el punt de vista molts llibres anteriors.
Amb els personatges repartits per tot el món, un amic de Martin proposa dividir la història geogràficament en dos volums, dels quals Festí de corbs seria el primer. Aquest enfocament donaria a Martín de la forma per completar els seus arcs històrics i va començar a escriure'l com ho havia pensat originalment, que ell sentia que els anys millors arribarien més tard. Martin va dividir les històries dels personatges no acabades en històries ambientades a l'est (Essos) i al Nord (Hivèrnia i al Mur) pel seu següent llibre, Dansa amb dracs, i es va posar a escriure Festí de corbs per cobrir els esdeveniments a Ponent, a Port Reial, a Aigüesvives a Dorne, i a les Illes de Ferro. Tots dos llibres comencen immediatament després del final de Tempesta d'espases i s'executen en paral·lel, en lloc de seqüencialment i s'involucra a diferents personatges amb només una petita superposició. Martin fa aparèixer la visió d'Arya en capítols d'ambdós llibres després d'haver mogut als altres tres personatges més populars (Jon Neu, Tyrion i Daenerys) a Dansa amb dracs.
Després del seu llançament a l'octubre de 2005 al Regne Unit i al novembre de 2005 als EUA, Festí de corbs va anar directament a la part superior de la llista dels llibres més venuts del New York Times. Entre els lectors positius hi havia Lev Grossman del Times, qui va anomenar a Martin "el Tolkien nord-americà". No obstant això, els fans i crítics per igual es van sentir decebuts amb la divisió de la història que va deixar els fets de diversos personatges populars no resolts després d'una melodramàtica Tempesta d'espases. Amb Dansa amb dracs, va dir que estava a mig acabar, Martin esmenta en l'epíleg de Festí de corbs que el proper volum seria llançat l'any següent. No obstant això, les dates previstes de la publicació van ser moltes vegades anteriors. Mentrestant, HBO va adquirir els drets per convertir Cançó de gel i foc en una sèrie el 2007 i es va emetre el primer dels deu episodis que cobreix Joc de trons l'abril del 2011.
Amb al voltant de 1600 pàgines d'extensió el manuscrit, Dansa amb dracs va ser finalment publicat el juliol del 2011 després de sis anys d'escriptura, va ser el més llarg en nombre de pàgines i en temps d'escriptura que qualsevol de les anteriors quatre novel·les. La història de Dansa amb dracs arriba i va més enllà de Festí de corbs al voltant de dos terços en el llibre, però no obstant això, cobreix menys història del que Martin havia tingut la intenció, omitint almenys una seqüència planificada de la gran batalla i deixant les històries de diversos personatges que acaben en suspens. Martin va atribuir la demora principalment al seu desenvolupament "del nus Meereenese", que l'entrevistador entén com "fer la cronologia i els personatges de malla de fins a diversos fils que es van reunir a Daenerys". Martin també va reconèixer que va passar massa temps per a tornar a escriure i perfeccionar la història, però va rebutjar completament les teories dels seus crítics més extravagants que havia perdut l'interès en la sèrie o d'esperar el moment oportú per fer més diners.

### Novel·les planejades i futur
Martín creu que els dos últims volums de la sèrie seran grans llibres de 1500 pàgines manuscrites cadascuna. El sisè llibre serà anomenat The Winds of Winter, tenint el títol del darrer llibre de la trilogia inicialment prevista. A mitjans del 2010, Martin ja havia acabat cinc capítols de The Winds of Winter dels punts de vista de Sansa Stark, Arya Stark, Arianne Martell i Aeron Capmoll, acumulant al voltant de 100 pàgines completes. The Winds of Winter resoldrant Dansa amb dracs des del principi i "començarà amb les dues grans batalles que Dansa amb dracs estava creant fins a la batalla en el gel i la batalla […] de la Badia d'Esclaus. I després, a partir d'aquí". Després de la publicació de Dansa amb dracs, Martin va anunciar que tornarà a escriure el gener de 2012, mentrestant, la despesa de reservar excursions, convencions, i continuant el seu treball en el llarg retard de The world of Ice and Fire, una guia que volia haver acabat abans de 2012. També va treballar en una novel·la de contes Tales of Dunk i Egg on aparegui en una antologia anomenada Dangerous Woman.
Al desembre de 2011, Martin va publicar un capítol de The Winds of Winter des de la perspectiva de Theon Greyjoy a la seva pàgina web i es va comprometre a incloure un capítol de mostra en la versió de butxaca de Dansa amb dracs, que s'espera que sigui llançat a l'estiu de 2012. Amb 200 pàgines acabades al març de 2012, Martin espera acabar The Winds of Winter molt més ràpid que el cinquè llibre. Anteriorment ha creat problemes posant una data de publicació massa optimista, per això per aquest llibre s'absté de dir data de publicació. Una estimació realista per a l'acabat de The Winds of Winter pot ser de tres anys per a ell a un bon ritme, però al final el llibre "es durà a terme quan es faci". Martin no té la intenció de separar els personatges geogràficament de nou, però va reconèixer que "tres anys a partir de 2011 quan estic assegut en 1.800 pàgines de manuscrits sense final a la vista, qui dimonis sap".
Disgustat amb el títol provisional de A Time for Wolves per al volum final, en última instància, Martin va anunciar A Dream of Spring, com el títol del setè llibre el 2006. Martin és ferm pel que fa a posar fi a la sèrie amb la setena novel·la "fins que no decideixi ser ferm", deixant oberta la possibilitat d'un vuitè llibre per acabar la sèrie. Amb el seu objectiu declarat d'explicar la història de principi a fi, no va a truncar la història per encaixar en un nombre arbitrari de volums. Martin està convençut d'haver publicat els llibres que queden abans que la sèrie de televisió se li avanci, encara que va explicar els punts principals als productors de Game of thrones perquè continuessin en cas que ell morís. (63 anys el 2012, Martin per tots té una salut robusta.) No obstant això, Martin va indicar que no permetria que un altre escriptor acabés la sèrie. Ell coneix el final, a grans trets, així com el futur dels personatges principals, i acabarà la sèrie amb elements agredolços, on no tots viuen feliços per sempre. Martin espera escriure un final similar a El Senyor dels Anells que se sentia que havia donat a la història una profunditat satisfactòria i sense ressonància. D'altra banda, Martin va destacar el repte d'evitar una situació com el final de la sèrie de televisió Lost, que va deixar a alguns fans decebuts per desviar massa de les seves pròpies teories i desitjos.
Quant a Cançó de Gel i Foc, com la seva obra magna, Martin està segur que no escriurà res en aquesta escala de nou i només tornaria a aquest univers de ficció en el context de les novel·les independents. Ell prefereix escriure històries sobre els personatges de Cançó de Gel i Foc i altres períodes de la història en lloc d'una continuació directa de la sèrie, com acabar els seus Tales of Dunk and Egg. A Martin li encantaria tornar a escriure històries curtes, novel·les, novel·les curtes i independents com novel·les de diversos gèneres com la ciència-ficció, horror, fantasia, fins i tot de misteri d'assassinat, però a veure si el seu públic el segueix després de publicar el seu pròxim projecte.

## Inspiració i escriptura

### Gènere
George R. R. Martin creu que les influències més profundes li venen de les experiències de la infància, la lectura d'H. P. Lovecraft, Robert I. Howard, J. R. R. Tolkien, Robert A. Heinlein, Eric Frank Russell, André Norton, Isaac Asimov, Fritz Leiber, Mervyn Peake, i de la seva joventut. El mateix Martin no classifica la literatura d'aquests autors en ciència-ficció, fantasia o terror i en l'actualitat escriu en tots aquests gèneres amb facilitat. Martin classifica Cançó de Gel i Foc com "fantasia èpica" i veu els noms de Tolkien i Williams Tad com a molt influents per la redacció de la sèrie. El seu autor contemporani preferit és Jack Vance, encara que Martin considera que la sèrie no és particularment "vanceanàtica".
L'ambient medieval ha estat l'escenari tradicional de la fantasia èpica, fins i tot abans de Tolkien de qui la seva obra segueix dominant el gènere. No obstant això, abans de començar amb Cançó de gel i foc, Martin ha considerat que molts imitadors de Tolkien estaven escrivint "L'Edat Mitjana Disneyland", fantasia sense comprendre la brutalitat veritable d'aquells temps. La novel·la històrica sembla molt més valent i realista per a ell, fascinant amb les possibilitats dramàtiques dels contrastos medievals com la cavalleria que coexisteixen amb la brutalitat de la guerra i castells ostentosos envoltat de barraques. No obstant això, on la ficció històrica deixa els lectors versats en conèixer el resultat històric, els personatges originals poden augmentar el suspens i l'empatia dels lectors. Per tant, Martín va voler combinar el realisme de la ficció historica amb l'atractiu màgic de les millors fantasies, i sotmetre a la màgia a favor de les batalles i les intrigues polítiques.
"[La saga Cançó de gel i foc] va ser capdavantera (almenys per mi) en tota mena de formes. Sobretot, els llibres eren molt imprevisibles, especialment en un gènere en què els lectors han arribat a esperar de la intensitat un fet previsible. […] Joc de Trons va ser profundament sorprenent quan el vaig llegir per primera vegada, i fonamentalment ha canviat les meves idees sobre el que es podria arribar a fer amb la fantasia èpica" 
Martin és àmpliament acreditat amb la presa de ficció de la fantasia en una direcció més adulta. Per "The Washington Post", la sèrie "es basa en la realitat brutal de l'època medieval" tot i elements obertament fantàstics com dracs i bruixots. El "Los Angeles Times" va trobar forts elements d'horror i un aspecte físic aspre, sovint pujat de to a Cançó de gel i foc amb una crítica implícita a la simplicitat moral en les obres de Tolkien. Els periodistes de "The Atlàntic" van elogiar les novel·les per com la fantasia dura amb personatges vulnerables fa que els lectors els tinguin en un aferrament emocional. CNN va trobar el 2000 que les descripcions madures de Martin van ser "molt més franques que les que es troben en les obres d'altres autors de fantasia", encara que Martín diu que el gènere de la fantasia s'ha convertit en més aspre una dècada més tard i que alguns treballs dels escriptors dels que anaven més enllà dels temes per a adults de les seves novel·les.

### Procés d'escriptura
Començar a escriure alguna cosa en una escala èpica, Martin va projectar per escriure tres llibres de 800 pàgines manuscrites en les primeres etapes de la sèrie. El seu contracte original li va donar el termini d'un any, sobre la base de les seves obres literàries anteriors en els seus dies de Hollywood, però Martín no va tenir en compte les llargàries dels nous llibres. El 2000, Martín va preveure de 18 mesos a dos anys per a cada volum i va projectar l'últim dels sis llibres previstos per ser llançats cinc o sis anys més tard. No obstant això, amb la sèrie Cançó de gel i foc, l'evolució de la història és més gran i més ambiciosa del que mai hagi intentat escriure, encara té dos llibres més per escriure a partir de 2012. Martin va dir que només és capaç de submergir-se en el món de ficció i escriure des de la seva pròpia oficina a Santa Fe, Nou Mèxic. Ell comença cada dia a les 10 hores a reescriure i polir el treball del dia anterior, i o escriu tot el dia o no escriu res. El material fet i les anteriors versions es mantenen si és possible per tornar a inserir-le's en moments posteriors.

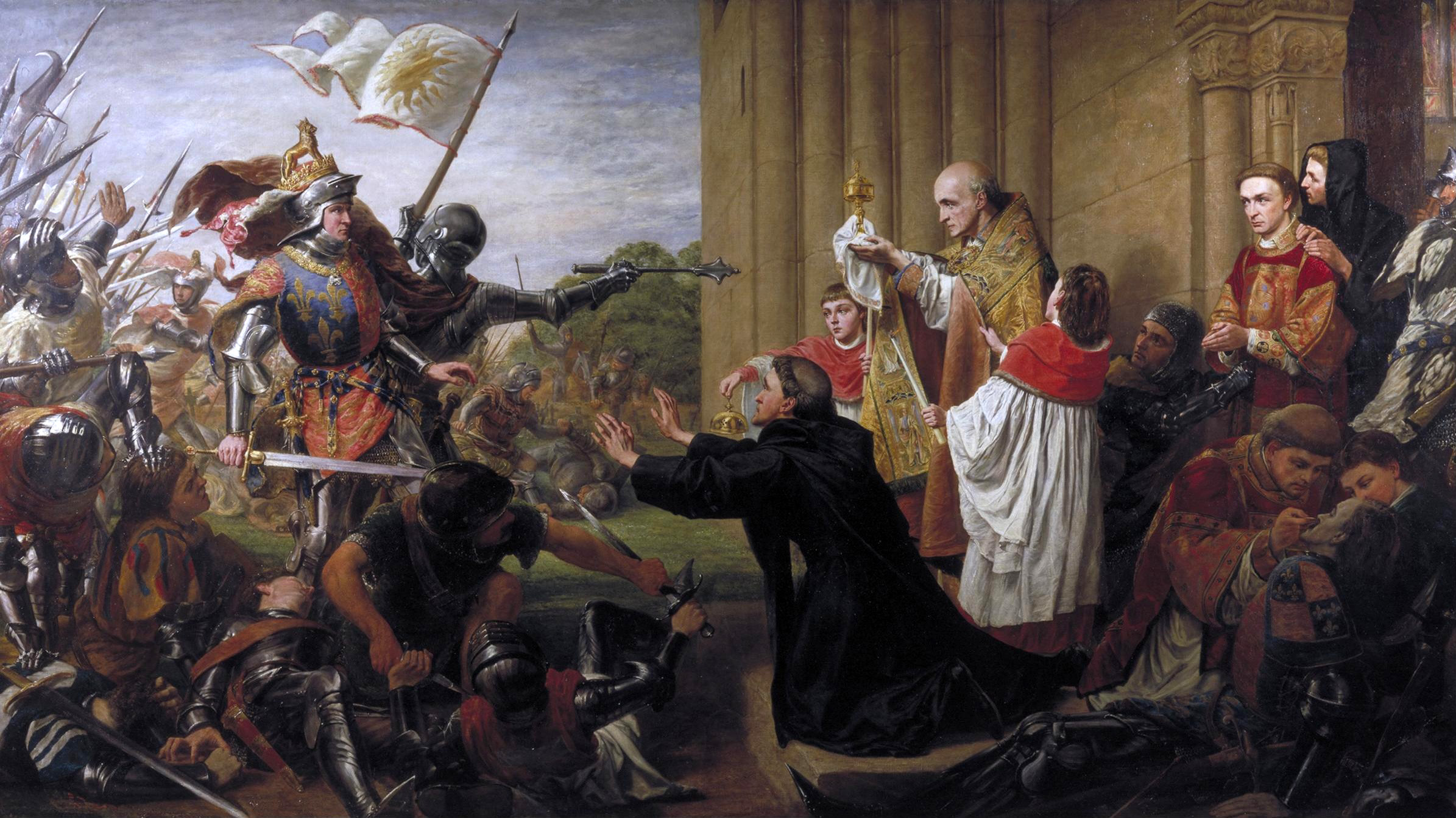
Cançó de Gel i Foc està inspirat en part per la Guerra de les Dues Roses (a la foto), una sèrie de guerres civils dinàstiques pel tron d'Anglaterra

Martin va establir la història de Cançó de gel i foc en un món secundari inspirat en les obres de Tolkien. A diferència de Tolkien, creador d'idiomes enters, mitologies i històries de la Terra Mitjana molt abans d'escriure El Senyor dels Anells, Martin sol començar amb una aspre esbós d'un món imaginari que improvisa a l'escenari fictici viable en el camí. Ell va descriure la seva escriptura com provinent d'un nivell subconscient en "gairebé un procés de somiar despert", i les seves històries, que tenen un mític lloc de base, les treu de les emocions en lloc de la racionalitat. Martin empra mapes i una llista de personatges superant les 60 pàgines en el quart volum, però manté la majoria de la informació en la seva ment. La seva història de fons segueix sent subjecte a canvi fins que es publiqui, i només les novel·les compten com a cànon. A diferència de Tolkien, Martin no té intenció de publicar les seves notes privades després que la sèrie acabi.

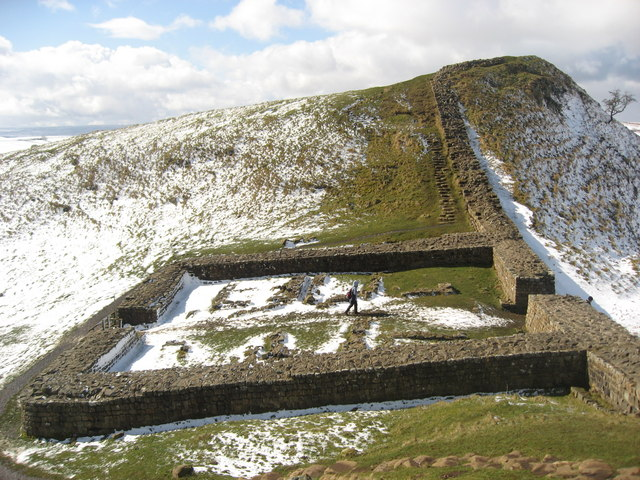
El Mur d'Adrià va servir a Martin com a inspiració per al "Mur"

Martin va cridar molt la inspiració de la història real de la sèrie, després d'haver llegit diverses prestatgeries plenes d'història medieval per a la investigació i visitar llocs històrics d'Europa. Per a un americà que només parla anglès, la història d'Anglaterra va demostrar ser la font més fàcil de la història medieval per a ell, donant a la sèrie un sabor històric britànic en lloc d'un sabor històric alemany o espanyol. Martin es va submergir en diversos temes medievals, com ara roba, menjar, festes i tornejos, per conèixer els punts específics abans d'escriure-ho. La sèrie va ser especialment influenciada per la Guerra dels Cent Anys, les Croades, la croada contra els albigesos i la Guerres de les Roses, encara que Martin es va abstenir de fer les adaptacions directes.
La història està escrita per seguir principals fites amb un destí final, però deixa espai per a la improvisació. Alguns detalls d'aquests canvis poden afectar de manera significativa a la història. En el quart llibre, Martin va dir que havia fet més notes que mai per fer un seguiment dels arguments secundaris, que han arribat a ser tan detallats i extensos en el llibre cinquè que són difícils de manejar. Els editors i els fans de Martin han de fer ulls grossos pels errors accidentals, per alguna relliscada en la publicació, com ara canvi de color d'ulls o el canvi d'un gènere de cavall.

### Estructura narrativa
| PDV personatge       | Joc    | Xoc     | Tempesta | Festí   | Dansa   | (Vents) | Total    |
| -------------------- | ------ | ------- | -------- | ------- | ------- | ------- | -------- |
| Bran Stark           | 7      | 7       | 4        | –       | 3       |         | 21       |
| Catelyn Stark        | 11     | 7       | 7        | –       | –       |         | 25       |
| Daenerys Targaryen   | 10     | 5       | 6        | –       | 10      |         | 31       |
| Eddard Stark         | 15     | –       | –        | –       | –       |         | 15       |
| Jon Neu              | 9      | 8       | 12       | –       | 13      |         | 42       |
| Arya Stark           | 5      | 10      | 13       | 3       | 2       | ≥1      | 33       |
| Tyrion Lannister     | 9      | 15      | 11       | –       | 12      | ≥1      | 47       |
| Sansa Stark          | 6      | 8       | 7        | 3       | –       | ≥1      | 24       |
| Davos Seaworth       | –      | 3       | 6        | –       | 4       |         | 13       |
| Theon Greyjoy        | –      | 6       | –        | –       | 7       | ≥1      | 13       |
| Jaime Lannister      | –      | –       | 9        | 7       | 1       |         | 17       |
| Samwell Tarly        | –      | –       | 5        | 5       | –       |         | 10       |
| Cersei Lannister     | –      | –       | –        | 10      | 2       |         | 12       |
| Brienne de Tarth     | –      | –       | –        | 8       | –       |         | 8        |
| Aeron Greyjoy        | –      | –       | –        | 2       | –       | ≥1      | 2        |
| Areo Hotah           | –      | –       | –        | 1       | 1       |         | 2        |
| Asha Greyjoy         | –      | –       | –        | 1       | 3       |         | 4        |
| Arys Oakheart        | –      | –       | –        | 1       | –       |         | 1        |
| Victarion Greyjoy    | –      | –       | –        | 2       | 2       | ≥1      | 4        |
| Arianne Martell      | –      | –       | –        | 2       | –       | ≥2      | 2        |
| Quentyn Martell      | –      | –       | –        | –       | 4       |         | 4        |
| Jon Connington       | –      | –       | –        | –       | 2       |         | 2        |
| Melisandre           | –      | –       | –        | –       | 1       |         | 1        |
| Barristan Selmy      | –      | –       | –        | –       | 4       |         | 4        |
| Proleg/Epileg        | 1      | 1       | 2        | 1       | 2       |         | 7        |
| Total capítols (PDV) | 73 (9) | 70 (10) | 82 (12)  | 46 (13) | 73 (18) | TBD     | 344 (31) |

Els llibres estan dividits en capítols, cada un narrat en tercera persona a través dels ulls i del punt de vista d'un personatge. Cada punt de vista del personatge pot actuar des de diferents llocs. A partir dels puns de vista amb nou personatges de Joc de Trons, el nombre de punts de vista dels personatges creix a un total de 31 a Dansa amb dracs (vegeu taula), els personatges de curta durada de temps de punt de vista són majoritàriament restringits al pròleg i a l'epíleg. The New York Times va assenyalar l'especial importància dels "Stark (els bons), els Targaryen (almenys un bon noi, o noia), els Lannister (còmplices), els Greyjoy (sobretot connivents), els Baratheon (barreja de bons i dolents), els Tyrell (no gaire clar) i els Martells (ídem), la majoria dels quals estan febrilment tractant d'avançar en les seves ambicions i la ruïna dels seus enemics, de preferència fins a la mort". No obstant això, pels lectors "l'experiència de la lluita per Ponent de tots bàndols al mateix temps "perquè" cada baralla és alhora el triomf i la tragèdia […] i tothom és alhora heroi i malvat a la vegada".
Seguint el model d'El Senyor dels Anells, la història de Cançó de Gel i Foc s'inicia amb un focus atapeït en un petit grup (amb tot el món a Hivèrnia, amb l'excepció de Daenerys) i després els fans separen les històries. Les històries són a convergir de nou, però trobar el punt d'inflexió en aquesta sèrie complexa ha estat difícil per a Martin i ha alentit la seva escriptura. Depenent de l'entrevista, Martin diu que havia arribat a un punt d'inflexió en Dansa amb dracs, o els personatgs no han estat assolits encara en els llibres. L'estructura de la sèrie de múltiples punts de vista i històries entrellaçades es va inspirar en Wild Cards, una sèrie de diversos autors comparteixen univers, llibre editat per Martin l'any 1985, Martin ara escriu totes les peces del punt de vista de Cançó de Gel i Foc com l'únic autor. Martin comença cada nou llibre amb un esbós de l'ordre dels capítols i pot escriure alguns pocs capítols successius des de la perspectiva d'un sol caràcter en lloc de per ordre cronològic de treball. Els capítols més tard es reorganitzen per optimitzar intercalar caràcter, cronologia i suspens.
Influenciat per la televisió i el fons de les seqüències, Martin tracta de mantenir els lectors absorts al final de cada capítol de Cançó de Gel i Foc amb un moment de tensió, o revelador, una situació torçada o una situació tensa, similar a un descans per publicitat de TV. La divisió contínua de Cançó de Gel i Foc en els llibres fan que a Martin li sigui més difícil. Cada llibre representarà una fase del viatge que acaba en el tancament de la majoria dels personatges. Una part menor dels personatges es queda amb clars cliffhangers als lectors perquè llegeixen segur la pròxima entrega, tot i que Dansa amb dracs tenia més cliffhangers dels que Martin hagi establert originalment. Tant per una sola vegada i regular els punts de vista dels personatges estan dissenyats per tenir arcs complets en la història que acaben en tragèdia o triomf i estan escrites per mantenir l'interès dels lectors i que no s'han d'ometre en la lectura. Els personatges principals són assassinats de manera que el lector no es basarà en que l'heroi tornarà indemne i en lloc de sentir por pel personatge amb cada volta de pàgina.
El pendent d'arc més gran al relat encoratja l'especulació sobre esdeveniments de la història en el futur. Segons Martin, gran part de la clau del futur de Cançó de gel i Foc és la història que resideix setze anys en el passat, de la qual cada volum en revela més. Els esdeveniments previstos s'anunciaven al principi, encara que els esdeveniments de la història de Martin no són gaire predictibles. Els personatges que tenen punt de vista, actuen com a narradors no fiables, poden aclarir o proporcionar diferents perspectives sobre els esdeveniments passats. El que els lectors creuen que és veritat no pot necessàriament ser-ho.

### Desenvolupament dels personatges
Martin va planejar la fantasia èpica de Cançó de gel i foc per tenir un gran elenc de personatges i entorns molt diferents des del principi. Festí de corbs té unes 63 pàgines de llistes de personatges, amb molts dels milers de personatges esmentats només de passada o que desapareixen de la vista durant llargs períodes. Quan Martin suma una nova família amb el nombre cada vegada més gran de les genealogies als apèndixs, s'elabora un secret sobre la personalitat o la destinació dels membres de la família. No obstant això, la seva història de fons segueix sent subjecte a canvis fins a ser escrita la història. Cada personatge està dissenyat perquè la seva pròpia veu interna, per la qual Martin va cridar la major inspiració de la història (sense traduir directament les figures històriques) i les seves pròpies experiències, sinó també les maneres d'amics, coneguts i persones d'interès públic. Martín té com a objectiu "fer que els meus personatges siguin reals i fer-los humans, els personatges són bons i dolents, nobles i egoistes [atributs i són] ben barrejats en la seva naturalesa", a la qual el diari "Los Angeles Times" va assenyalar que "la devoció de Martin en la seva totalitat del que habita en els seus personatges, per bé o per mal, crea l'impuls imparable de les seves novel·les i conté una crítica implícita de la simplicitat moral de Tolkien".
Martín va ignorar deliberadament les regles d'escriptura de mai donar a dos personatges un nom que comença amb la mateixa lletra. En canvi, els noms de personatges reflecteixen els sistemes de nomenclatura en diverses històries de les famílies europees, on els noms de particulars s'associen amb determinades cases reals i en què fins i tot les famílies secundàries assignen els mateixos noms en diverses ocasions. La història de Cançó de Gel i Foc per tant té nois anomenats "Robert" en obediència al rei Robert Baratheon de la casa, cada altra generació dels Stark té un "Brandon", en commemoració de Brandon el Constructor (del mur), i la síl·laba "Ty" és comú en els noms que es donen de la Casa Lannister. Confiat en què els lectors prestin atenció, llavors s'utilitzen les tècniques de Martin, com en els temps moderns per discernir a les persones amb idèntics noms de pila, com l'addició de nombres o llocs al seu nom (per exemple, Enric V d'Anglaterra). Els noms de la família van ser dissenyats en associació amb els grups ètnics: els primers homes al nord de Ponent tenien noms simplement descriptius com Stark i Fort, mentre que els descendents dels invasors Andal del sud els tenen més elaborats, com els noms de la casa Lannister o altres com Arryn, els Targaryen i Valyrians del continent oriental tenen els noms més exòtics amb la lletra Y.
"The Atlantic" s'ha preguntat si Martin en última instància, ha destinat als lectors a simpatitzar amb els personatges en ambdós costats de la llarga disputa Lannister-Stark abans dels esdeveniments de l'argument que els obliga a prendre les seves decisions emocionals. A diferència de les fantasies èpiques més convencionals, els personatges de Cançó de Gel i Foc són vulnerables perquè el lector "no es pot estar segur que el bé triomfarà, tindrà en compte, el que fa que els casos en què ho fa encara més exultant", d'acord amb "The Atlàntic". Martin s'involucra emocionalment en la vida dels personatges durant l'escriptura, que fa que amb els capítols succeeixin terribles esdeveniments, de vegades molt difícils d'escriure. Veure el món a través dels ulls dels personatges requereix un cert grau d'empatia amb ells, fins i tot amb els malvats. Martin va descobrir que alguns personatges tenien una ment pròpia i va prendre la seva escriptura en diferents direccions. Tornar a la història està previst, si no funciona, però de vegades aquests desviaments poden resultar més gratificants per a ell.
Arya Stark, Tyrion Lannister, Jon Neu i Daenerys Targaryen generen la major retroalimentació dels lectors. Arya Stark és una noia prima, atlètica, esquerrana i amb el cabell fosc i els ulls grisos interessada per les activitats típicament masculines com el combat i l'exploració i també demostra al llarg dels seus viatges un gran enginy, astúcia i la capacitat ferma d'acceptar les necessitats, per complicades que puguin semblar. Tyrion és el favorit de Martin com el més gris dels personatges grisos, amb la seva astúcia i l'enginy fent d'ell el més divertit d'escriure. Bran Stark és el personatge més difícil d'escriure. Com els personatges més profundament involucrats en la màgia, la història de Bran s'ha de manejar amb cura en els aspectes sobrenaturals dels llibres. Bran és també el personatge més jove del punt de vista i ha de bregar amb temes per a adults de la sèrie com el dolor, la soledat i la ira. Martin va proposar que els personatges joves creixen més ràpid entre els capítols, però com era poc plausible per a un personatge de prendre dos mesos per respondre, acabar un llibre representa molt poc temps pel que li va passar. Martin espera que en cinc anys alleujaria la situació i l'edat dels infants ja seria la dels adults gairebé en termes dels Set Regnes, però més tard es va reduir la bretxa de cinc anys. Finalment, Martin veu els personatges com el cor de la història, estimant fins i tot als vilans, com si fossin els seus fills.

## Temes

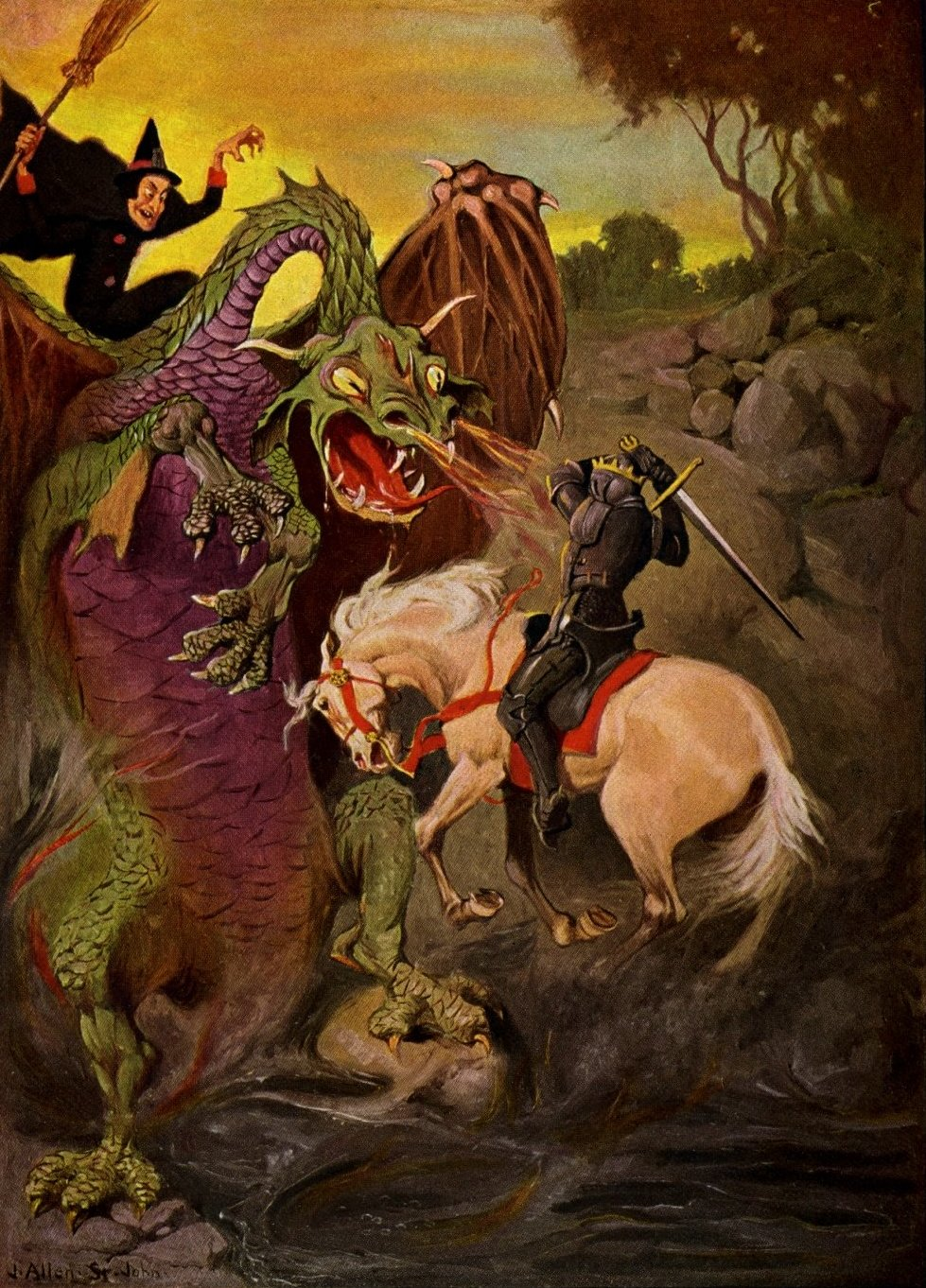
Tot i la participació dels dracs i la màgia, a Cançó de gel i foc es treu importància a la màgia en comparació amb moltes altres obres de fantasia èpica (dibuix de l'obra de fantasia heròica The Face in the Pool de J. Allen St John publicada a l'any 1905).

La sèrie de Cançó de gel i foc és generalment lloada pel seu realisme i el món increïblement extens. Creient que la màgia s'ha d'utilitzar moderadament en el gènere de la fantasia èpica, George R. R. Martin es va proposar fer que la història se senti més com a ficció històrica que fantasia contemporània, amb menys èmfasi en la màgia i la bruixeria en favor de les batalles, intrigues polítiques i els personatges. Amb la quantitat de màgia augmentant gradualment des de l'inici, la sèrie segueix acabant amb menys màgia que a la majoria de les fantasies contemporànies. En els ulls de Martin, la màgia efectiva literària necessita per representar a forces estranyes i perilloses més enllà de la comprensió humana, no les tecnologies avançades estrangeres o encanteris. Com a tal, els personatges comprenen només els aspectes naturals del seu món, però no dels elements màgics, com els altres.
Des que Martín es va basar en fonts històriques per construir Cançó de Gel i Foc, "The Guardian" veia una gran semblança entre Ponent i Anglaterra en el període de les Guerres de les Roses. "The Atlantic" considera Cançó de Gel i Foc com "més una història de política que d'heroisme, una història sobre la lluita de la humanitat per les obsessions més baixes dels seus, que de la glòria", on la lluita pel poder emergent es deu a la repressió del règim feudal i no de la lluita entre el bé i el mal. Martin no només ha volgut reflectir les friccions de les estructures de classe en les novel·les medievals, sinó també explorar les conseqüències de les decisions dels líders, com que la bondat en general no significa fer que les decisions dels líders siguin més competents, i viceversa.
Un tema comú en el gènere de la fantasia és la batalla entre el bé i el mal, que Martín rebutja perquè no reflecteix el món real. Li atrauen els personatges grisos en lloc dels orcs i els àngels, Martin recolza el punt de vista del guanyador del Premi Nobel, William Faulkner que diu que només val la pena escriure el conflicte del cor humà amb ell mateix. Igual que la capacitat del poble per bé i per mal en la vida real, Martin explora les qüestions de canvi de la redempció i el caràcter en Cançó de Gel i Foc. L'estructura de punt de vista de múltiples personatges permet a aquests explorar des de molts costats, perquè, a diferència de molts altres llibres de fantasia, els vilans supòsits poden donar el seu punt de vista. El lector pot decidir sobre el bé i el mal a través d'accions a les novel·les i a la política.
Tot i la fantasia ve d'un regne imaginari, Martin veu una necessitat sincera de reflectir el món real, on desagradablement de vegades moren fins i tot les persones estimades. Els personatges principals són assassinats de manera que el lector no esperarà que l'heroi ha de venir a través d'indemnes i en lloc de sentir por del personatge amb cada volta de pàgina. Les novel·les reflecteixen també les taxes de mortalitat substancials en la guerra. La mort de supernumeraris extres o els orcs no tenen major efecte en els lectors, mentre que la mort d'un amic, té molt més impacte emocional. Martin va preferir el sacrifici d'un heroi que dir alguna cosa profunda sobre la naturalesa humana.
El gènere de la fantasia rares vegades se centra en el sexe i la sexualitat tant com als llibres de Cançó de Gel i Foc, sovint es tracta la sexualitat en una forma juvenil o descuidada del tot, als ulls de Martin. Martín, però, considera la sexualitat com una important força motriu en la vida humana que no ha de ser exclosa de la narració. Proporcionar detalls sensorials per a una experiència d'immersió és més important que el progrés terrenal per a Martín, que té com a objectiu permetre als lectors experimentar les escenes de les novel·les de sexe "si es tracta d'una gran transcendència, la ment emocionant, bufant el sexe, o si és preocupant, el sexe superficial trenat, el sexe fosc, o decebedor ". Martín estava fascinat pels contrastos medievals on cavallers veneren les seves dones amb poemes i portaven els seus favors en els tornejos, mentre que el seu exèrcits sense pensar violaven a les dones en temps de guerra. El concepte inexistent de l'adolescència a l'edat mitjana va servir de model per a l'activitat sexual de Daenerys a l'edat de 13 en els llibres. Les novel·les aludeixen també a les pràctiques incestuoses en la dinastia de Ptolemeu de l'Antic Egipte i les monarquies europees per mantenir les seves línies de sang pura.
Martin ofereix una gran varietat de personatges femenins per explorar algunes de les ramificacions de les novel·les que s'estableixen en una societat patriarcal. Escriure tots els personatges com a éssers humans amb les mateixes necessitats bàsiques, els somnis i les influències, els seus personatges femenins cobreixen el mateix espectre d'ample dels trets humans com els homes. Martin pot identificar amb tots els personatges en el punt de vista en el procés d'escriptura tot i diferències significatives per a ell, ja sigui de gènere o l'edat. Ell no pretén fer declaracions feministes en tots dos sentits, tot i l'adaptació televisiva de HBO va provocar una acalorada resposta crítica sobre la misogínia supòsada de la sèrie, la imatge de la dona, i la distribució per sexe dels lectors i l'audiència.

## Recepció

### Resposta crítica
El "Science Fiction Weekly" va declarar l'any 2000 que "pocs qüestionarien que l'assoliment més monumental de Martin fins avui ha estat l'obra pionera Cançó de Gel i Foc de fantasia històrica", perquè les crítiques han estat "ordres de magnitud millor" que pels seus treballs anteriors, d'acord amb "The New Yorker". El 2007, la revista "Weird Tales" va descriure Cançó de Gel i Foc com una "excel·lent saga de fantasia", que "va aixecar a Martin a un nou nivell d'èxit". Poc abans del llançament de Dansa amb Dracs el 2011, "The Washington Post" estava segur que "cap obra de fantasia ha generat l'anticipació d'aquest tipus des del duel final de Harry Potter amb Voldemort", i el "Daily News" va veure la sèrie d'inflexió de Martin en un nen mimat dels crítics de literatura, així com lectors del corrent principal, que era "estrany que un gènere de la fantasia que sovint és descartat com a escombraries no apte per cobrir el fons de la gàbia del drac". Com "Salon.com" Andrew Leonard va dir: "L'èxit és tant més notable, perquè la sèrie es va estrenar sense publicitat mercat de masses o qualsevol tipus de rebombori en l'escena de fantasia / ciència-ficció. George R. R. Martin va obtenir la seva arrel de la manera més dura, de boca en boca, per connectar als seus personatges en la ment dels seus lectors a una mesura que la majoria dels escriptors de fantasia, només somien".
"Publisher Weekly" va assenyalar l'any 2000 que "Martín no pot competir amb Tolkien o Robert Jordan, però s'alinea amb aquests medievalistes consumats de la fantasia com Poul Anderson i Dickson Gordon". Després que el quart volum es publiqués el 2005, Lev Time Grossman considera Martin una "força principal de l'evolució en la fantasia" i ho va proclamar "el Tolkien nord-americà", i va explicar que tot i Martin és "l'escriptor de fantasia més bo dels menys coneguts" del moment i que mai "guanyarà un Pulitzer o un Premi Nacional del Llibre ... la seva habilitat com a artesà de la narrativa és superior a la de gairebé qualsevol escriptor novel·lista d'avui en dia". Com Grossman va dir l'any 2011, "la frase nord-americana de Tolkien" s'ha enganxat a Martín, ja que estava destinat al "ser recollit pels mitjans de comunicació com "The New York Times" ("Ell és molt millor que això"), "The New Yorker", "Entertainment Weekly" ("un reconeixement que ratlla en la blasfèmia, la fantasia"),"The Globe and Mail" i "USA Today". La revista "Time" va nomenar Martin una de les 100 persones més influents al món el 2011, i el "USA Today" en dia fa de George R. R. Martin el seu Autor de l'Any 2011.
Segons "The Globe and Mail", Martin se les arregla per dominar a la vegada i transcendir el gènere, perquè "Els crítics aplaudeixen la profunditat dels seus caracteritzacions i la falta de clixé en els llibres que són, però ple de nans i dracs". "Publisher's Weekly" va donar informes favorables als tres primers volums de Cançó de Gel i Foc, novel·les en els seus punts d'alliberament, dient que els volums individuals tenien "personatges magníficament desenvolupats, la prosa pura i consumada mindedness sagnant" (Joc de Trons), eren "notables sobretot per la durada en la qualitat de seu món de ficció i per al paper relativament modest de la màgia" (Xoc de Reis), i van ser alguns "dels exemples més gratificants de gegantisme en la fantasia contemporània" (Tempesta d'Espases). No obstant això, es van trobar que Festí de Corbs com el quart lliurament de "molt estranya a la seva altra meitat". Les collites escasses aquí són saboroses, però la satisfacció de cap manera". La revisió de Dansa amb Dracs va repetir els punts de la crítica per al quart volum, i va dir que "El nou volum té una sensació similar a Festí", tot i que "Martín es manté fresc, centrant-se en personatges populars que eren els grans absents del llibre anterior".
Segons el diari "Los Angeles Times", "la brillantor de Martin en l'evocació de l'atmosfera a través de la descripció és un segell perdurable de la seva obra de ficció, els ajustos molt més que suports en un escenari pintat", i les novel·les captiven als lectors amb "arguments complexos, personatges fascinants, grans en el diàleg, el ritme perfecte, i el desig de matar fins i tot als seus personatges principals". CNN va assenyalar que "els teixits de la història a través de diferents punts de vista en una barreja hàbil de l'observació del diàleg, la narració i la bona elaborat que il·lumina tant el caràcter com parcel·la amb estil fascinant", i David Orr, de "The New York Times" va considerar que "tots els personatges tenen centenars de notes d'adorn de la història i la personalitat que avanci una línia argumental. Cada ciutat té una sèrie elaborada per recordar de triomfs i problemes". "Salon.com" Andrew Leonard diu, "no podia deixar de llegir Martin, perquè el meu desig de saber el que passaria amb la meva absoluta incapacitat per endevinar el que anava a passar em van deixar indefens davant la seva màgia. Al final, estava atordit i esgotat". "The Christian Science Monitor" va informar a llegir les novel·les de Cançó de Gel i Goc amb una enciclopèdia a la mà per "capturar totes les pistes en capes, subtils i detalls que Martin deixa en fulls al llarg dels seus llibres. Si es presta atenció, vostè serà recompensat i les preguntes seran contestades".
Entre les veus més crítiques van ser Sam Jordison i Hann Miguel, tots dos de "The Guardian". Jordison va detallar els seus dubtes sobre Joc de trons en una revisió de 2009 i es resumeixen "És ximple. És poc sofisticat. És de dibuixos animats. I, malgrat tot, no vaig poder deixar de llegir .... l'absurd arcaic en una banda i l'escriptura de Martin és excel·lent. El seu diàleg és àgil i divertit amb freqüència. La seva prosa descriptiva és immediata i l'atmosfera, sobretot quan es tracta de construir un sentiment d'aprensió deliciosament fosc de l'imminenet temps d'hivern". Hann no veia que les novel·les es destaquen del gènere fantàstic en general tot i les alteracions de Martin a la fantasia convencional, tot i que va redescobrir les opinions de la seva infància de "que quan les coses són, en general, bastant dolentes al món real, és una alegria profunda al tirar-se de cap en una cosa tan completament immersiva, una mica del que hi ha no hi ha necessitat de superfície a partir d'aleshores. I si això implica la immersió en dracs, màgia, fantasmes de més enllà de la mort, canviar de forma els llops i els prínceps desterrats, que així sigui".

### Vendes

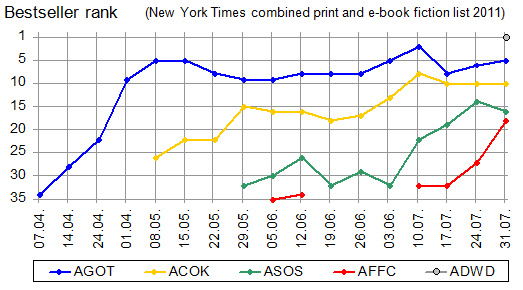
Evolució de les vendes de la sèrie Cançó de gel i foc al New York Times, a la seva llista de best sellers de ficció al 2011 entre l'emissió de l'episodi pilot de Joc de Trons i la publicació de Dansa amb Dracs

Les xifres reportades de vendes globals de Cançó de Gel i Foc poden variar. "The New Yorker", va dir l'abril de 2011 (abans de la publicació de Dansa amb Dracs) que més de 15 milions de llibres havien estat venuts a tot el món, una xifra repetida per "The Globe and Mail" el juliol de 2011. "The Wall Street Journal" va reportar més de sis milions de còpies venudes a Amèrica del Nord el maig de 2011. Va informar "USA Today" que s'havien venut 8,5 milions de còpies impreses i en digital el juliol de 2011 i més de 12 milions de còpies venudes en forma impresa en desembre de 2011. La sèrie ha estat traduïda a més de 20 idiomes. El cinquè llibre es diu que es traduirà en més de 40.
Els editors de Martin havien previst inicialment Joc de Trons per ser un best-seller, però la primera no va arribar tan sols als llocs més baixos en la llista de best-sellers. Això va deixar sorprès Martin, ja que és "un joc de ximples per pensar que res serà reeixit o comptar amb ell ". No obstant això, el llibre a poc a poc va guanyar l'apassionada defensa dels llibreters independents i la popularitat del llibre va créixer de boca en boca. La popularitat de la sèrie es va disparar en l'edició dels volums següents, amb el volum de la segona i tercera va ser a les llistes dels "The New York Times Best Seller" el 1999 i 2000, respectivament. La sèrie va guanyar els vells escrits de Martin amb nova atenció, i l'editor americà de Martin, l'editorial Bantam Spectra, va tornar a imprimir les seves novel·les en solitari.
El quart lliurament, Festí de Corbs, es va anar directe al número 1 en la llista de best-sellers des del llançament de 2005, que per a una novel·la de fantasia suggereix que els llibres de Martin atreien lectors convencionals. L'edició de butxaca de Joc de Trons arriba a la seva impressió arriba a la posició 34 el 2010, superant la marca d'un milió. La sèrie Joc de Trons d'HBO va impulsar les vendes de la sèrie de llibres. L'editorial Bantam tenia ganes de veure impulsades les vendes, i l'editorial Harper Voyager convida als lectors britànics a descobrir l'altra literatura de fantasia èpica. Amb un reportat 4,5 milions de còpies dels quatre primers volums d'impressió a principis de 2011, ls quatre volums van reaparèixer a les llistes de més venuts de ficció en rústica al segon trimestre de 2011.
En el seu moment de la publicació el juliol de 2011, Dansa amb Dracs estava en la sisena posició d'impressió amb més de 650.000 llibres de tapa dura. També tenia les majors vendes individuals i el primer dia de qualsevol títol de la nova ficció publicada el 2011 en aquest punt, amb 170.000 llibres de tapa dura, 110.000 llibres electrònics i 18.000 llibres d'àudio es van vendre el primer dia. Dansa amb Dracs ha arribat al cim de la llista de bestsellers del "New York Times". A diferència de la majoria dels títols d'altres grans, el cinquè volum venut supera l'edició física a les còpies digitals des del principi, però no obstant això, Martin es va convertir en el desè autor en vendre un milió de llibres electrònics a l'"Amazon Kindle".

### Fans
Durant la dècada de 1980 i principis de 1990, les novel·les de Martin a poc a poc li van donar una reputació en els cercles de ciència-ficció, encara que ell diu que només ha rebut cartes d'alguns fans d'un any abans dels dies "pre-internet". La publicació de Joc de Trons va ajudar a Martin a créixer, en llocs web de fans tipus trekkie que es reunien regularment. [101] Westeros.org, un dels principals llocs web de fans de Cançó de gel i foc amb uns disset mil membres registrats el 2011, va ser establerta el 1999 amb seu a Suècia per un fan d'origen cubà-americà, Elio M. García Jr. i la seva xicota, de qui la implicació amb el treball de Martin s'ha tornat semi-professional. "The Brotherhood Without Banners" (que en català seria traduït com: "La Germandat sense banners", al·legoritzant a una organització de Cançó de Gel i Foc anomenada "la Germandat sense Estendards") és un club de fans no oficial que opera a nivell mundial, es va formar el 2001. Martin compta amb els seus fundadors i altres antics membres com a bons amics.
Martin dirigeix un lloc web oficial i administra un bloc actualitzat constantment amb l'ajuda de Ty Franck. Ell també interacciona amb els fans, responent correus electrònics i cartes, tot i que va declarar el 2005 que amb la quantitat que n'està rebent pot trigar anys a respondre-les. Com que actualment hi ha moltes convencions, acostuma a anar a tres o quatre convencions de ciència-ficció a l'any, simplement per tornar a les seves arrels i reunir-se amb amics. Ell ja no llegeix més els fòrums, de forma que els seus escrits no es veuran influïts pels fans, que preveuen girs i interpreten els personatges de manera diferent al que ell pretenia.
"Després de tot, com alguns de vostès els agrada destacar en els seus correus electrònics, tinc seixanta anys i sóc gras, i no voleu 'tenir un Robert Jordan' entre vostès i negar-li el seu llibre. Està bé, 'tinc el missatge. No voleu que faci res, excepte Cançó de Gel i Foc. Algun cop. (Bé, potser no passa res si m'escapo de tant en tant?) 
Mentre que Martin anomena a la majoria dels seus fans "grans", i gaudeix d'interaccionar amb ells, alguns d'ells van anar contra ell a causa dels sis anys que va trigar a publicar Dansa amb Dracs. Un moviment d'aficionats descontents anomenat GRRuMblers es va formar el 2009, creant llocs web explicant com Finish the Book (que en català seria: Acaba el llibre) o George and Is Winter Coming? (que en català seria George i s'acosta l'hivern?. Quan la impaciència dels aficionats per Dansa amb Dracs va arribar al seu punt àlgid, poc després, Martin va publicar una declaració titulada "To My Detractors" (que en català seria: "Als Meus Detractors") al seu bloc i va rebre l'atenció dels mitjans. The New York Times va assenyalar que no era estrany que Martin pogués ser assaltat en signatures de llibres. The New Yorker va anomenar a això com "una sorprenent quantitat d'esforç dedicat a la denúncia de l'autor dels llibres que es professa estimar. Pocs autors contemporanis poden afirmar que han inspirat tanta passió".

### Premis i Nominacions
- Joc de Trons (1996): guanyador del premi Locus, i nominat al Premi Mundial de Fantasia i al premi Nebula el 1997.
- Xoc de reis (1998): guanyador del premi Locus i nominat al premi Nebula el 1999.
- Tempesta d'espases (2000): guanyador del premi Locus i nominat als premis Hugo i Nebula el 2001.
- Festí de corbs (2005): nominat als premis Hugo, Locus i British Fantasy el 2006.
- Dansa amb dracs (2011): guanyador del premi Locus i nominat al premi Hugo i el Premi Mundial de Fantasia el 2012.

## Obres derivades

### Novel·les
Martin ha escrit diverses novel·les preqüeles. La sèrie Tales of Dunk and Egg, tres novel·les ambientades 90 anys abans dels esdeveniments de la sèrie de novel·les, presenten les aventures de Ser Duncan l'Alt i el seu escuder "Egg", que més tard esdevingué el rei Aegon v Targaryen. Les històries no tenen connexió directa amb la trama de Cançó de Gel i Foc, tot i que tots dos personatges són esmentats a Tempesta d'espases i a Festí de corbs, respectivament. Els dos primers trams, titulats The Hedge Knight i The Sworn Sword, van ser publicats respectivament el 1998 a Legends i el 2003 a Legends II. També estan disponibles adaptades en forma de novel·les gràfiques. La tercera novel·la, titulada The Mystery Knight, va ser publicada per primera vegada el 2010 a l'antologia Warriors. i el 2017 també es va adaptar com a novel·la gràfica. El 2015, les tres primeres novel·les es van publicar com una col·lecció il·lustrada, A Knight of the Seven Kingdoms.
La novel·la The Princess and the Queen, or, the Blacks and the Greens va aparèixer a l'antologia Dangerous Women de Tor Books del 2013 i explica part de la història dels Targaryen dos segles abans dels esdeveniments de les novel·les. The Rogue Prince, or, a King's Brother, publicat a l'antologia Rogues del 2014, és en si mateix una preqüela dels esdeveniments de The Princess and the Queen. La novel·la The Sons of the Dragon, publicada a l'antologia The Book of Swords de 2017, és la història dels dos fills d'Aegon el Conqueridor, Aenys I i Maegor I "El Cruel". Aquestes tres històries es van incorporar com a parts de Foc i sang, un llibre que narra la història de la línia Targaryen.
Conjunts de capítols de les novel·les també es van compilar en tres novel·les que van ser publicades entre 1996 i 2003 per Asimov's Science Fiction i Dragon:
- Blood of the Dragon (juliol de 1996),[21] extret dels capítols de Daenerys a Joc de trons
- Path of the Dragon (desembre de 2000),[22] extret dels capítols de Daenerys a Tempesta d'espases
- Armes del Kraken (març de 2003),[23] basat en els capítols de les Illes de Ferro de Festí de corbs

### Sèries de televisió
Amb la popularitat creixent de Cançó de Gel i Foc, HBO va proposar fer una adaptació per a la televisió el 2007. Un episodi pilot, es va elaborar a finals de 2009, i el març de 2010 es va comprometre a fer nou episodis posteriors. La sèrie, titulada Game of Thrones, es va estrenar l'abril del 2011 amb gran èxit. HBO va recollir el xou per a una segona temporada que abasta Xoc de Reis. Poc després de la conclusió de la primera temporada, el xou va rebre 13 nominacions als premis Emmy, incloent-hi Millor Sèrie de Drama i Millor Actor de Repartiment per la interpretació de Tyrion Lannister feta per Peter Dinklage. HBO va anunciar una renovació per a una tercera temporada l'abril de 2012, deu dies després de l'estrena de la segona temporada. A causa de la longitud del llibre corresponent, la tercera temporada només va recollir aproximadament la primera meitat de Tempesta d'espases.
Al principi del desenvolupament de la sèrie de televisió, Martin va explicar els principals punts de la trama als productors David Benioff i D. B. Weiss. Martin estava segur que hauria publicat almenys The Winds of Winter abans que la sèrie de televisió el superés. No obstant això, hi havia preocupacions generals sobre si Martin podria mantenir-se al capdavant del programa. Com a resultat, els escriptors en cap Benioff i Weiss van conèixer més punts de la trama futura de Martin el 2013 per ajudar-los a configurar les noves temporades possibles del programa. Això incloïa les històries finals de tots els personatges principals. Es van considerar desviacions de les històries dels llibres, però una pausa de dos anys per esperar nous llibres no era una opció per a ells (ja que els actors infantils continuaven creixent i la popularitat de l'espectacle disminuiria).
Poc després de l'estrena de la temporada 3 el març de 2013, la cadena va anunciar que Game of Thrones tornaria per a una quarta temporada, que cobriria la segona meitat de Tempesta d'espases juntament amb els inicis de Festí de corbs i Dansa amb dracs. Game of Thrones va ser nominada a 15 premis Emmy per a la temporada 3. Dos dies després de l'estrena de la quarta temporada l'abril de 2014, HBO va renovar Game of Thrones per a una cinquena i una sisena temporada. La temporada 5 es va estrenar el 12 d'abril de 2015 i va establir un Guinness World Records per guanyar el nombre més alt de Premis Emmy per a una sèrie en una sola temporada i any, guanyant 12 de 24 nominacions, incloses el de millor sèrie dramàtica. Aquests episodis van ser vists per vuit milions d'espectadors, la qual cosa va establir un nombre rècord per a la sèrie. El 2 de gener de 2016, Martin va confirmar que el sisè volum no es publicaria abans de l'inici de la sisena temporada de la sèrie HBO. La sisena temporada es va estrenar el 24 d'abril de 2016. Aquests episodis van rebre la majoria de les nominacions als Premis Emmy de 2016 amb 23, 12 guanyadores, inclòs el premi a la millor sèrie dramàtica. La setena temporada es va estrenar el 16 de juliol de 2017. La vuitena i última temporada es va estrenar el 14 d'abril de 2019.
Una sèrie derivada preqüela, House of the Dragon, es va desenvolupar més tard basant-se en el llibre Foc i sang de Martin. La primera temporada es va estrenar el 21 d'agost de 2022.

### Altres obres
Cançó de gel i foc ha generat una gran indústria de productes derivats. Fantasy Flight Games va fer un joc de cartes col·leccionables, jocs de taula i dues col·leccions d'obres d'art inspirades en Cançó de gel i foc. Diversos productes de jocs de rol van ser posats en venda per Guardians of Order i Green Ronin. Dynamic Entertainment va adaptar Joc de trons en un còmic mensual amb el mateix títol el 2011. També s'han publicat diversos videojocs, incloent-hi A Game of Thrones: Genesis (2011) i Game of Thrones (2012) per Cyanide. El 2013 Disruptor Beam va publicar un joc de xarxa social anomenat Game of Thrones Ascent que permet als jugadors viure la vida d'un noble en el món creat per Martin. Random House publicà un llibre de mapes oficial anomenat The Lands of Ice and Fire, que inclou mapes antics i nous del món de Cançó de Gel i Foc, l'octubre de 2012. El manual The World of Ice & Fire de Martin elaborat pels propietaris de westeros.org Elio M. García Jr. i Linda Antonsson es va publicar l'octubre de 2014. Altres productes inclouen llicència de reproduccions a mida completa d'armes, una sèrie de figures col·leccionables, reproduccions d'encunyació de Ponent, i un gran nombre de regals i elements col·leccionables basats en la sèrie de televisió d'HBO. La popularitat de la sèrie HBO va convertir la seva versió del Tron de Ferro en una icona de tota la franquícia de mitjans.